# Убиство породице Павловић
Убиство породице Павловић је злочин који су у ноћи између 15. и 16. новембра 1991. године, у улици Николе Демоње бр. 74 у Вуковару, починили хрватски војници, припадници Збора народне гарде Хрватске. Убиство породице Павловић по свом карактеру је слично Убиству породице Зец у Загребу (7. децембра 1991) и убиству породице Олујић у жупањском селу Церна (17. фебруара 1992) само што није добило толику медијску пажњу.

## Злочин
Улица Николе Демоње налази се у вуковарској четврти Борово насеље, а од почетка борбених дејстава, па све до 18. новембра 1991. била је под контролом хрватских снага.  Овде је између осталог био и штаб ЗНГ, а мештани српске националности трпели су бројне претње, узнемиравања и претресе те је њихов живот био веома отежан. Према подацима хрватских извора али и изјавама преживелих Срба, хрватски војници - припадници Збора народне гарде, заузели су тих новембарских дана 1991. године неколико кућа у овој улици одакле су пуцали, при чему су целу улицу претворили у борбену линију. Злочин у овој улици је био само део шире кампање етничког чишћења  које су спровеле хрватске снаге будући да је у том периоду на више локација у Боровом насељу и Вуковару ликвидирано преко 50 српских цивила.
У суседној кући под бројем 74. у исто време у ноћи између 15. и 16. новембра 1991. припадници хрватских паравојних формација, ЗНГ, убили су деветоро српских цивила.  Злочин је преживела једино Милицa Трајковић која се иако рањена два дана скривала у подруму.  Према речима преживеле Милице, хрватски војници су најпре на улазу у подруму питали има ли кога унутра.  Када им је одговорено да су ту само српски цивили, хрватски војници су почели да им псују „мајку четничку“ и да их називају погрдним именима. Потом су наредили свима да изађу из подрума.  
Претпоследња је била Сава Павић, старица од 62 године која се кретала споро а коју је због тога хрватски војник усмртио пушком, ранивши том приликом и Милицу која је била одмах поред, скривена у мраку.  Како је пала, Милица је  одмах повукла дебео јорган преко себе и остала скривена те је хрватски војници нису приметили.  Цивили су изведени из подрума и након мучења и тортура брутално убијени.  Тада су убијени Нада Павловић /41/, надина мајка Михољка /66/, и надино двоје деце Зорица /15/ и Зоран Павловић /17/, док је Надин супруг Теодор Тошо Тошковић одведен иза куће и стрељан. Убијени су и Велимир Трајковић /61/, супруг једине преживеле Милице, као и комшија Милан Траваш који се скривао заједно са њима.  По уласку припадника ЈНА у Вуковар и Борово Насеље, Милици је пружена прва помоћ и одведена је у болницу где је касније испричала своју исповест о злочину хрватских снага.
Тим патолога на челу са истакнутим др Зоран Станковићем утврдили су како су чланови породице Павловић убијени ватреним, хладним и тупим предметом. Патолози су констатовали да је било доста трагова мучења.  За Наду и њену мајку Милојку Павловић утврђено је како су обе усмрћене тупим предметом док су малолетна Зорица /15/ и њен брат Зоран /17/ масакрирани секиром и хладним оружјем. Др Зоран Станковић више пута је у својим јавним говорима, на трибинама и током гостовања истицао како је злочин у Улици Николе Демоње једна од најтрауматичнијих сцена коју је доживео током вишедеценијске каријере и редовно је јавно захтевао од хрватских институција да се овај злочин процесуира а починиоци приведу правди.